# 多尔金站
多尔金站（英語：Dorking railway station）是服务于英国英格兰萨里郡多尔金的三个火车站之一。另外两座车站多尔金迪普登站和多尔金西站，是运行于大西部主线上的雷丁站到布莱顿主线上的盖特威克机场站之间北唐斯线的车站。车站原本称为多尔金北站，1980年代重建，现在也是百沃特文利工程有限公司总部办公室大楼的一部分。
2010年车站安装了检票口。此外，因为多尔金迪普登站设计简单无人看管，又与多尔金站相距较近，因此这两座车站的售票设施都设置在多尔金站。

## 历史

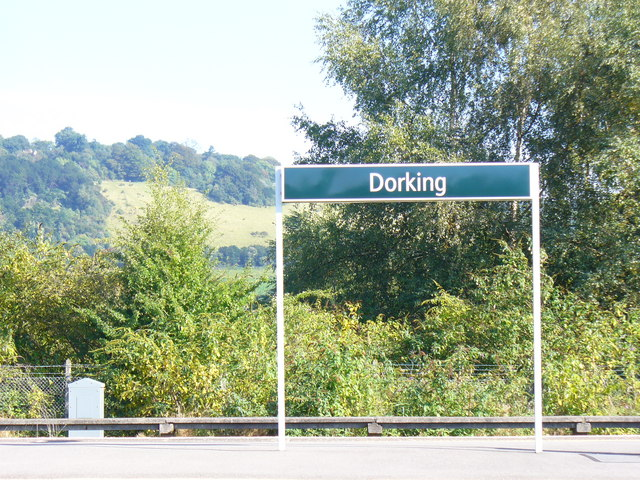
车站站台上的多尔金指示牌

早在1830年代，一条连接伦敦和布莱顿的新铁路线的计划被提出，而多尔金和莱瑟希德之间一条被称为“鼹鼠间隙”(英語：The Mole Gap)的细长谷地，被认为是北唐斯少数不受自然条件影响，可以铺设铁路路轨的地方。1845年6月，“伦敦-朴茨茅斯直连铁路”(英語：Direct London and Portsmouth Railway)被英国议会授权，从埃普索姆到多尔金，并继续前往戈达尔明(伦敦卫星城)、哈文特，最终抵达索伦特海峡边的朴茨茅斯。这项计划后来并未能吸引到足够的投资，因此线路被更改为从伦敦滑铁卢站到沃金、吉尔福德和哈文特的线路。
第一条连接伦敦和多尔金的线路被独立推出，1845年6月命名为“雷丁、吉尔福德和赖盖特铁路”，通过1846年和1847年的议会法案并授权。这条线路便是今天的北唐斯线。
1925年7月12日，首列电力列车开往伦敦滑铁卢。1929年3月29日，电力列车往伦敦桥站开始运行。1938年7月3日，电力列车往伦敦维多利亚、朴茨茅斯开始运行。1964年1月，由蒸汽机车牵引的班次停止运行。1966年11月，货场关闭。1968年5月6日，车站名由多尔金北站更名为多尔金。1982年8月23日，车站新站舍落成。

## 班次
- 每小时2班往伦敦维多利亚站，行车时间54分钟，2号站台。

- 每小时2班往伦敦滑铁卢站，行车时间54分钟，2号站台。

- 每小时4班往伦敦克拉珀姆交汇站，行车时间40分钟，1、2或3号站台。

- 每小时1班往西薩塞克斯郡霍舍姆市的霍舍姆站（周一-周六非高峰时段行驶），行车时间21分钟，3号站台。

- 每小时4班往莱瑟希德站，行车时间7分钟，1、2或3号站台。

- 每小时4班往埃普索姆站，行车时间14分钟，1、2或3号站台。

- 每小时2班往伍斯特公园站，行车时间22分钟，2号站台。

- 每小时2班往萨顿站，行车时间26分钟，1或3号站台。

- 每小时2班往温布尔登站，行车时间33分钟，2号站台。

- 每小时1班往霍尔姆伍德站，行车时间6分钟，1号站台。

## 服务

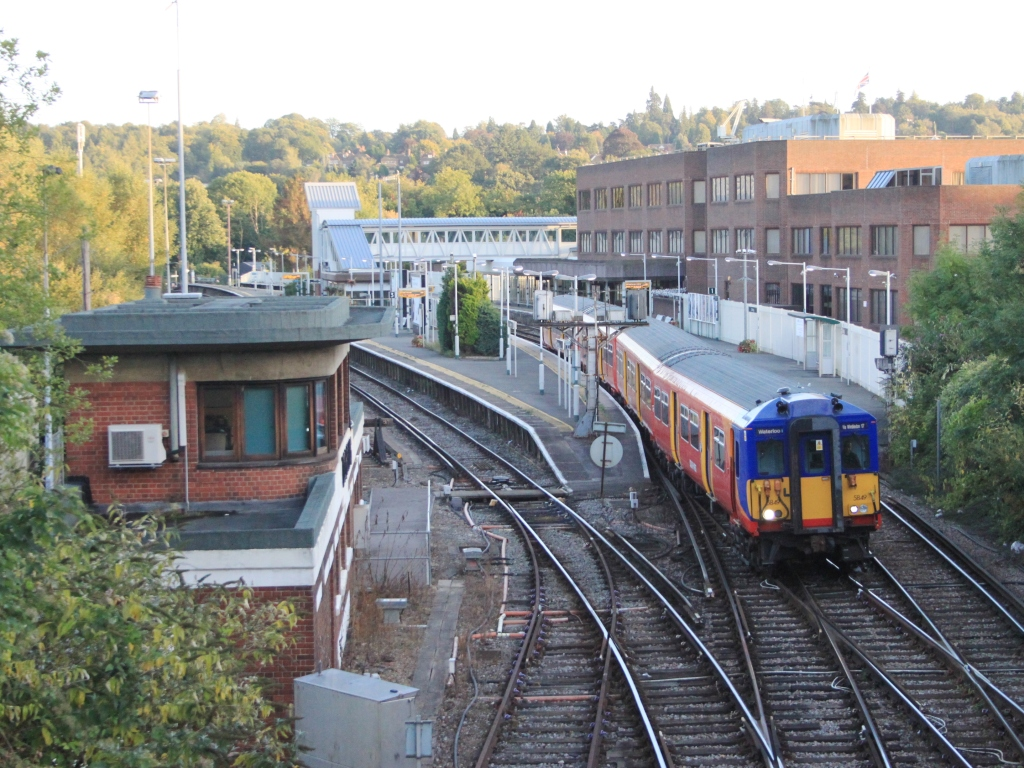
车站站台

多尔金站由英国南方铁路管理，由西南铁路和南方铁路提供客运服务。
西南铁路服务往伦敦滑铁卢站方向一般使用2号站台。南方铁路服务往霍舍姆站方向一般使用3号站台。

## 毗邻车站
- 南方铁路萨顿与莫莱山谷线：博克斯与西汉姆伯站或莱瑟希德站 - 多尔金站 - 霍姆伍德站
- 西南铁路萨顿与莫莱山谷线：莱瑟希德站 - 多尔金站 - 终点站
- 西南铁路萨顿与莫莱山谷线：博克斯与西汉姆伯站 - 多尔金站 - 终点站 （仅高峰时段）